# Prerafaeliterna

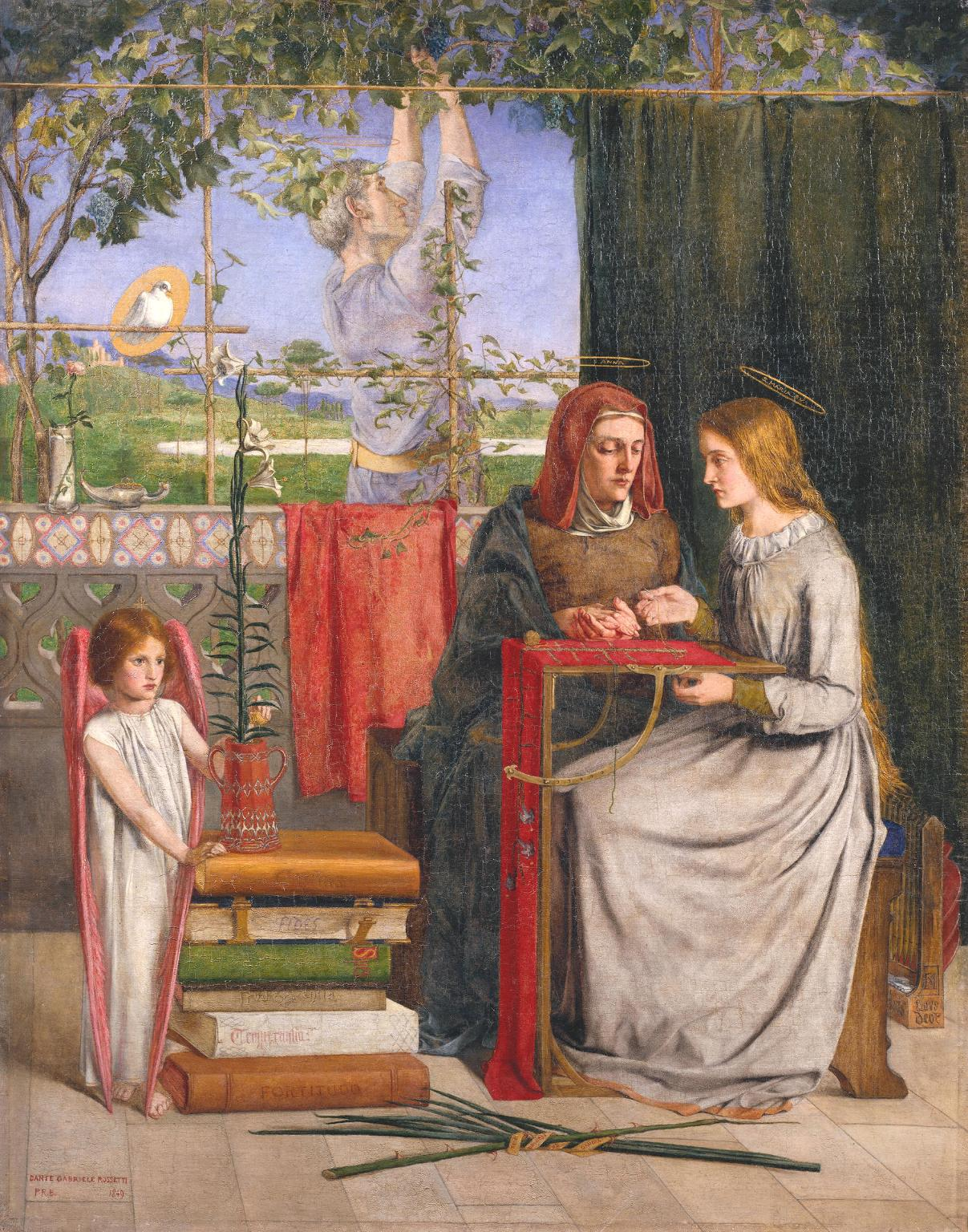
Jungfru Maria som barn, exempel på prerafaeliternas tidiga stil. Oljemålning av Dante Gabriel Rossetti från 1849.

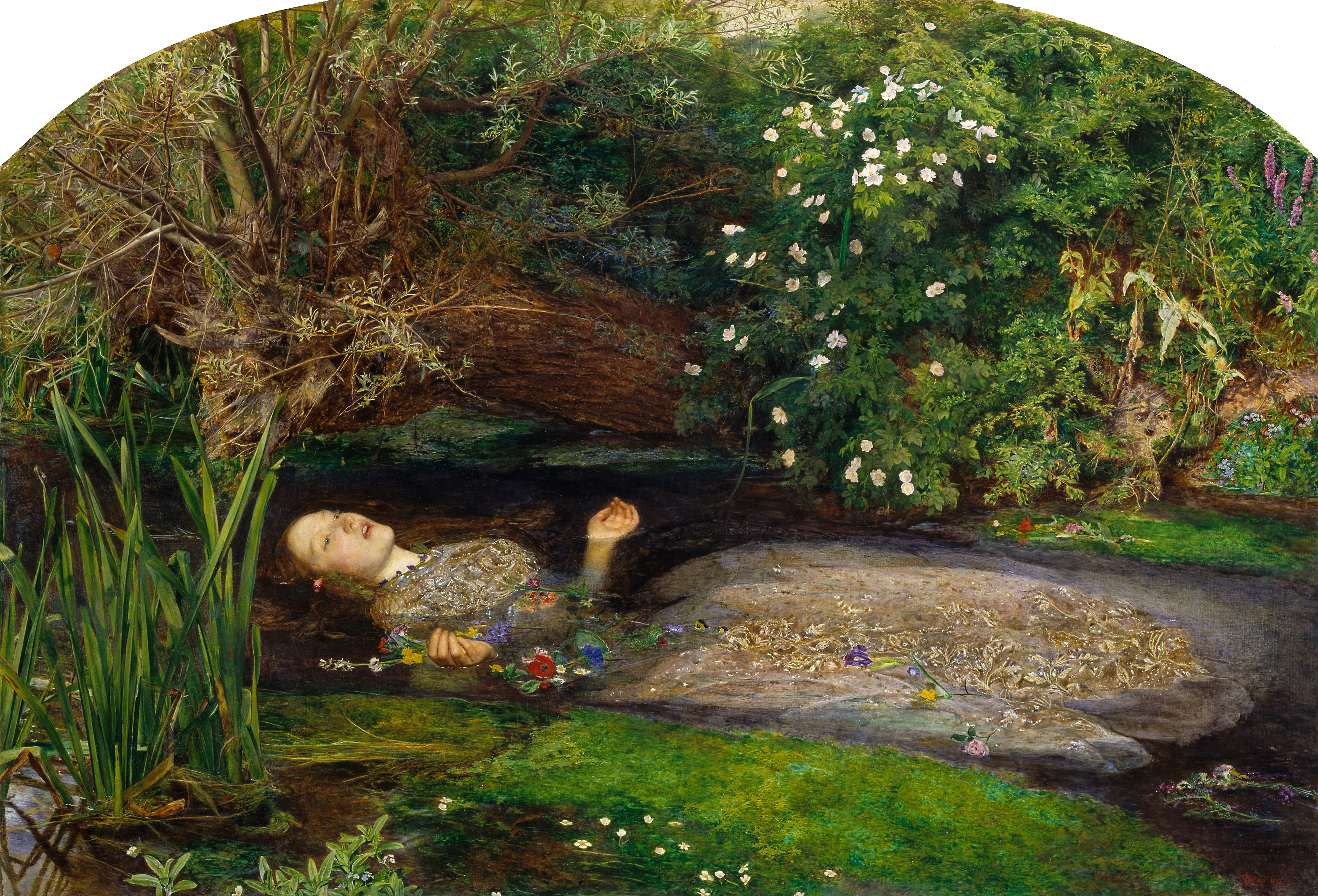
Ofelia, oljemålning av John Everett Millais från 1852 som blev banbrytande för den expressiva stil som kom att utvecklas bland prerafaeliterna.

Flora, målning av Evelyn De Morgan från 1894.

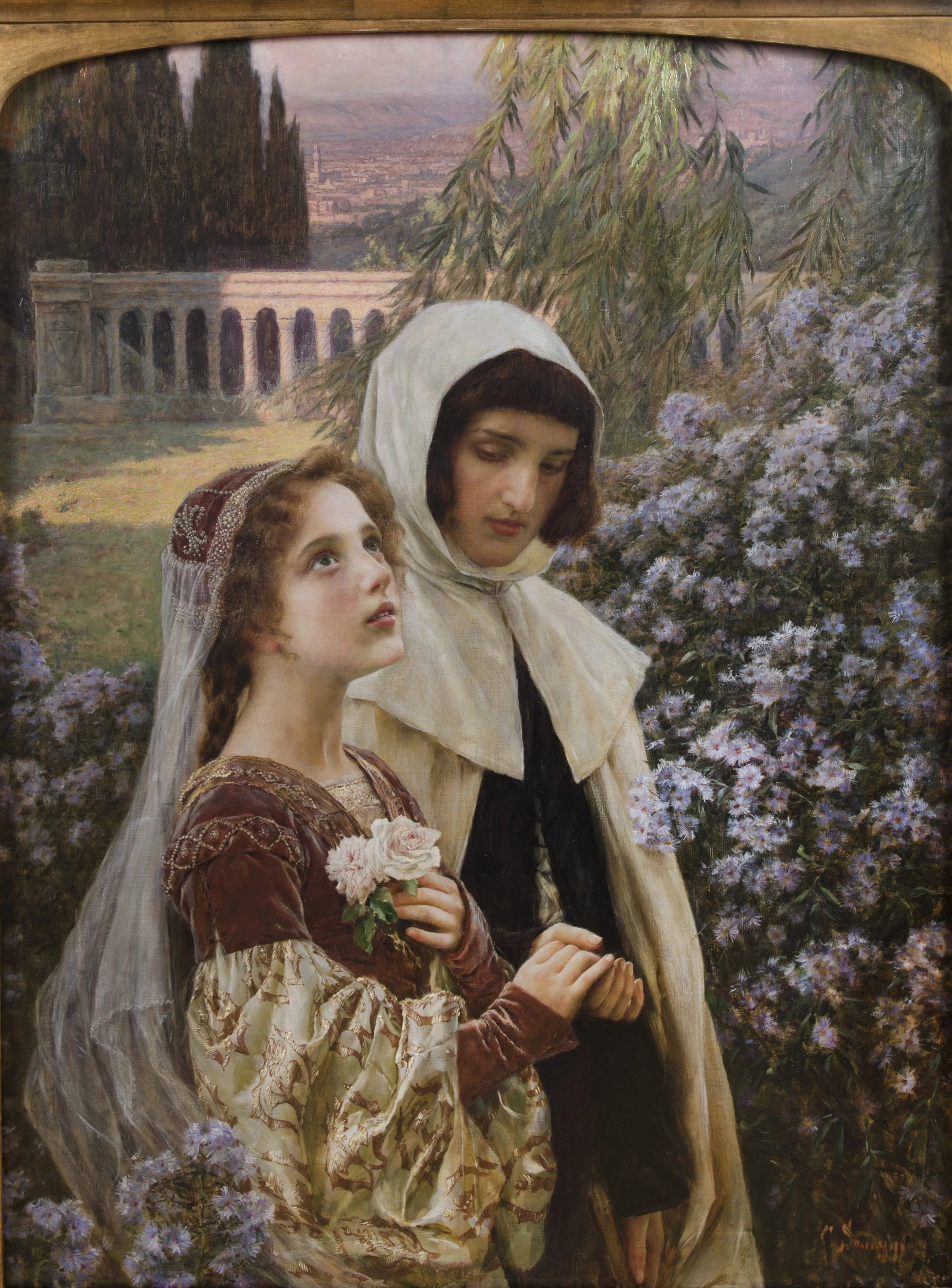
Incipit vita nova"- "Dante och Beatrice i trädgården", 1903, mästerverk av den italienska målaren Cesare Saccaggi

Prerafaeliterna, The Pre-Raphaelite Brotherhood, var en brittisk konstnärsgrupp, grundad 1848 av Dante Gabriel Rossetti, John Everett Millais och Holman Hunt. 
Gruppen ansåg att dåtidens förhärskande konst var en mekanisk reproduktion av verk i Rafaels och Michelangelos anda. De sökte istället inspiration från konsten före Rafael, främst i det italienska 1400-talsmåleriet (ungrenässansen) och i den medeltida konsten efter inspiration från målare som William Dyce och Ford Madox Brown. Vad de främst vände sig mot var emellertid inflytandet från Joshua Reynolds, grundare av Royal Academy, ett inflytande som de menade var formalistiskt och klichéfyllt.
Deras intresse för medeltidens bilder och berättelser förenades med ett starkt engagemang i samtidens sociala frågor. Konsten präglades av motsättningar. Religiositet och fantasier om svunna tider förenades med radikala politiska uppfattningar och närstudier av naturen och omgivningen. I centrum stod de eviga frågorna om kärlek, passion, svek och död. Konstverken präglades av djupt allvar men också av ett starkt patos, oavsett om det uttrycktes i måleri, teckning, fotografi eller konsthantverk.
Våren 2009 visades utställningen Prerafaeliterna på Nationalmuseum i Stockholm. Det var första gången de ägnades en egen utställning i Norden.

## Medlemmar i urval
- Edward Burne-Jones
- James Collinson
- Walter Crane
- Evelyn De Morgan
- Arthur Hughes
- William Holman Hunt
- John Everett Millais
- William Morris
- Dante Gabriel Rossetti
- William Michael Rossetti
- John Ruskin
- Frederick Sandys
- Simeon Solomon
- Frederic George Stephens
- John William Waterhouse
- Thomas Woolner